# Indigo Renderer

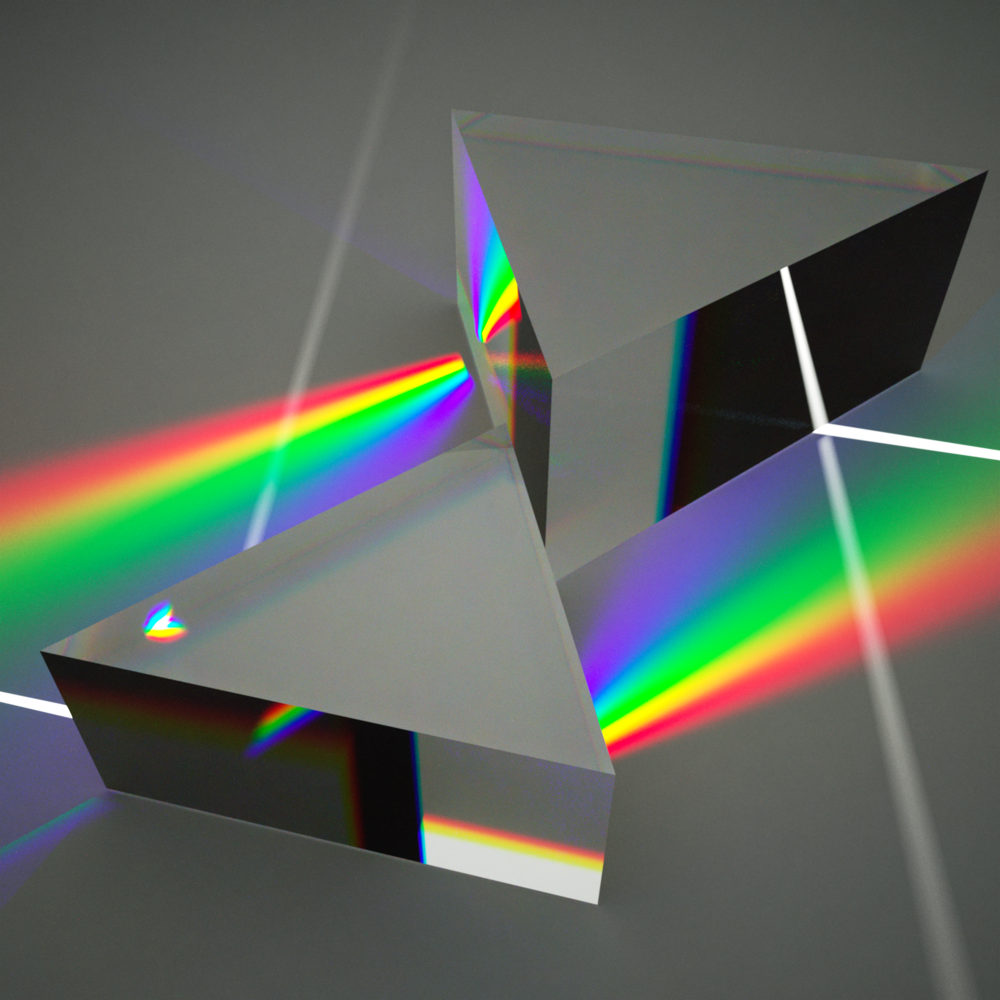
Indigoのリアルな光シミュレーションのレンダーデモ

Indigo Rendererは写実的画像を作成するための不偏レンダリング技術を使用する3Dレンダリングソフトウェアである。それを行う時に、Indigoは、近似や推測を行わず、光の振る舞いをシミュレートする方程式を使用する。光の全ての相互作用を正確にシミュレートすることにより、Indigoは次のようなエフェクトを生み出すことができる:
- 被写界深度 - カメラが1つの物体に焦点を合わせ、背景がボヤけている場合など
- Spectral effects - 光のビームがプリズムを通り、色の虹が生成される場合など
- 屈折 - 光が水のプールに入り、プールの中にある物体が「曲がって」見える場合など
- 反射 - 磨かれたコンクリート床の微妙な反射から、銀被膜の鏡の純粋な反射まで
- コースティクス - 虫眼鏡を通して集光され、サーフィス上に明るさのパターンを作った光など

Indigoはメトロポリス光輸送 (MLT)、スペクトラル光の微積分、仮想カメラモデルのような手法を使用することができる。シーンデータはXMLもしくはIGS形式で保存される。
Indigoはモンテカルロ・パストレーシング、双方向パストレーシング及び双方向パストレーシング上のMLT、分散レンダリング能力、及びプログレッシブレンダリング (画像がレンダリングの経過で徐々に少ないノイズとなっていく)を特徴とする。Indigoはまた、サブサーフェイス・スキャタリングに対応しているほか、独自形式 (.igi)を持っている。
Indigoは最初、商用製品となる2.0のリリースまで、フリーウェアとしてリリースされていた。Indigo 3シリーズは、リアルタイム編集能力などの多くの重要な機能が導入され、このソフトのバージョン4ではベンダー非依存のOpenCLパストレーシングエンジンにより、ピュアGPUレンダリングが追加された 。